# 피터 신필드
피터 존 신필드(Peter John Sinfield, 1943년 12월 27일~2024년 11월 14일)는 영국의 시인이자 작곡가로서, 킹 크림슨의 초기 형태의 작사가였으며 공동 창시자로 데뷔 음반 《In the Court of the Crimson King》은 발매된 가장 영향력 있는 프로그레시브 록 음반 중 하나이다.
2005년, 신필드는 음악 산업에서 가사와 영향력을 행사하여 《Q》 잡지에서 "프로그 록 영웅"으로 주목받았다.
작사가로서 신필드는 초현실적인 이미지로 가득 찬 단어의 소리에 대한 독특한 접근법을 가지고 있으며, 바다와 관련된 물 이미지와 아이디어가 담긴 시설을 갖추고 있다. 이후 그는 자신의 글을 대중음악으로 각색했으며, 셀린 디옹, 셰어, 클리프 리처드, 리오 세이어, 파이브 스타, 벅스 휘즈가 함께 부를 히트곡들을 공동 작곡했다.